# 埃爾瓜西莫 (多諾索區)
埃爾瓜西莫（西班牙語：El Guásimo），是巴拿馬的城鎮，位於該國中部，由科隆省的多諾索區負責管轄，面積291平方公里，海拔高度28米，2010年人口2,843，人口密度每平方公里9.8人。